# محموله (فیلم ۲۰۱۳)
«محموله» (انگلیسی: Cargo (2013 film)) فیلمی در ژانر ترسناک است که در سال ۲۰۱۳ منتشر شد.